# جزيرة كوتيلني
جزيرة كوتيلني هي جزيرة ضمن أرخبيل آنزو وهي جزء من جزر سيبيريا الجديدة تقع بين بحر لابتيف وبحر سيبيريا الشرقي في القطب الشمالي الروسي.